# Alopochelidon fucata
Alopochelidon fucata là một loài chim trong họ Hirundinidae.